# Борау, Хосе Луис
Хосе́ Луи́с Бора́у Мораде́ль (исп. José Luis Borau Moradell; 8 августа 1929, Сарагоса — 23 ноября 2012) — испанский режиссёр, продюсер, сценарист, актёр и кинокритик.

## Биография
После школы начал изучать право в Университете Сарагосы в 1949 году. Некоторое время работал кинокритиком в местной газете «Heraldo de Aragón» («Вестник Арагона»), после этого учился в Государственной школе кино (Escuela Oficial de Cine) в Мадриде. Его дипломной работой стал фильм En el río (1961).
Хосе Луис Борау считался надеждой «нового испанского кино» 1960-х годов. Но в то время, когда его сверстники снимали психологическое кино, он делал «спагетти-вестерны» (Brandy, 1963) или триллеры (Crimen de doble filo, 1965), не имевшие, однако, коммерческого успеха.
После этих фильмов он решил, что он может снимать удовлетворительное кино, только если сам будет контролировать процесс, и в 1967 году основал свою собственную студию El Imán. В течение 10 лет снимал рекламу и продюсировал чужие фильмы, а также преподавал сценарное мастерство в Государственной Школе Кино.
Его первым фильмом полностью собственного производства стал политический триллер «Hay que matar a B.» (1974), который впервые продемонстрировал скрупулезный и тщательный стиль его режиссуры, выстраивания кадра, монтажа.
Главный коммерческий успех обрела драма «Браконьеры» (1975), которая сейчас считается одним из лучших последних фильмов эпохи франкизма, особенно впечатляет сценография. Фильм получил несколько премий, в том числе «Золотую раковину» на кинофестивале в Сан-Себастьяне.
В 1979 г. на экраны вышла картина «Сабина» (La Sabina), история страсти и предрассудков в Андалусии. Поскольку фильм снят совместно с Швецией, это позволило привлечь к участию в фильме известных иностранных актеров. В 1984 г. стал режиссёром совместного испано-американского фильма Río abajo (в американском прокате On the Line) с участием американских и испанских актеров. В 1986 г. особого успеха у публики и критики добился его фильм Tata mía, в том числе номинаций за лучший сценарий на «испанского Оскара» — кинопремию «Гойя».
В 1993 г. снял сериал исп. Celia по мотивам рассказов испанской писательницы Элены Фортун (en:Elena Fortún), однако часть сценария написал самостоятельно. Сериал имел успех.
Снял десять полнометражных фильмов и сериал.
В 1995 г. основал своё издательство El Imán, которое выпускает книги о кино.
С 1994 по 1999 годы был президентом Испанской академии кинематографических наук и искусств (es:Academia de las Artes y las Ciencias Cinematográficas de España), которая присуждает премию «Гойя». С 2007 по 2011 годы — президент испанского Общества взаимопомощи авторов и издателей (es:Sociedad General de Autores y Editores). В феврале 2008 года избран членом Испанской Королевской Академии, заняв место выдающегося актёра и режиссёра Фернандо Фернана Гомеса после его смерти.

## Премии и награды
- В 2001 г. получил премию «Гойя» за лучшую режиссёрскую работу и ещё несколько испанских кинопремий за фильм Leo.
- В 2002 г. стал лауреатом Национальной премии кинематографии.
- В 2003 г. получил премию за литературный дебют — сборник рассказов Camisa de once varas. Автор пяти художественных книг и трех трудов об испанском кинематографе. Обладатель Арагонской премии по литературе (2009).